# Temple mormon de Phoenix
Le temple mormon de Phoenix est un temple situé à Phoenix, dans l’État de l’Arizona, aux États-Unis. Il a été inauguré le 16 novembre 2014.